# Нігрита
Нігри́та (Nigrita) — рід горобцеподібних птахів родини астрильдових (Estrildidae). Представники цього роду мешкають в Африці на південь від Сахари.

## Опис
Нігрити — невеликі птахи, середня довжина яких становить 10-14 см, а вага 7-21 г. Їхнє забарвлення переважно темне, чорнувате, сіре або буре, дзьоби тонкі і короткі. На відміну від більшості інших астрильдових, нігрити живляться переважно комахами і плодами.

## Види
Виділяють чотири види:
- Нігрита білочерева (Nigrita fusconotus)
- Нігрита рудочерева (Nigrita bicolor)
- Нігрита чорнолоба (Nigrita canicapillus)
- Нігрита жовтолоба (Nigrita luteifrons)

## Етимологія
Наукова назва роду Nigrita походить від слова лат. nigritia — чорний колір.